# Nomada pervasor
Nomada pervasor är en biart som beskrevs av Cockerell 1919. Nomada pervasor ingår i släktet gökbin, och familjen långtungebin. Inga underarter finns listade i Catalogue of Life.